# Parma alboscapularis
Parma alboscapularis är en fiskart som beskrevs av Allen och Hoese, 1975. Parma alboscapularis ingår i släktet Parma och familjen Pomacentridae. Inga underarter finns listade i Catalogue of Life.